# Brookside (série de televisão)
Brookside é uma soap opera britânica criada por Phil Redmond para o Channel 4. Começou a ser exibida em 2 de novembro de 1982 e durou 21 anos até seu termino em 4 de novembro de 2003.
Inicialmente notável por suas histórias realistas e socialmente desafiadoras, Brookside tornou-se muito bem-sucedida e muitas vezes foi o programa de maior audiência do Channel 4 por vários anos, em meados da década de 1980, com audiências regularmente superiores a oito milhões de telespectadores. A partir de meados da década de 1990, a série começou a levantar assuntos mais polêmicos sob a orientação de novos produtores, como Mal Young e Paul Marquess. É especialmente conhecida por ter transmitido o primeiro beijo lésbico da história da televisão no Reino Unido em 1994, bem como teve o primeiro personagem abertamente gay em uma série de TV britânica.
Embora a série tenha se tornado bem-sucedida, seus números de audiência começaram a declinar a partir dos anos 2000, e os baixos números levaram ao seu cancelamento em junho de 2003. O episódio final foi transmitido em 4 de novembro de 2003 e foi assistido por cerca de dois milhões de telespectadores.

## Elenco
- Alexandra Fletcher como Jacqui Dixon (1990–2003)
- Diane Burke como Katie Rogers (1989–2003)
- Steven Pinder como Max Farnham (1990–2003)
- Vince Earl como Ron Dixon (1990–2003)
- Dean Sullivan como Jimmy Corkhill (1986–2003)
- Tiffany Chapman como Rachel Jordache (1993–2003)
- Paul Byatt como Mike Dixon (1990–2003)
- Suzanne Collins como Nikki Shadwick (1998–2003)
- Sue Johnston como Sheila Grant (1982–1989)
- Louis Emerick como Mick Johnson (1989–2001)
- Jim Wiggins como Paul Collins (1982–2003)
- Leon Lopez como Jerome Johnson (1999–2002)
- Karen Drury como Susannah Farnham (1991–2000)
- Doreen Sloane como Annabelle Collins (1982–1989)
- Paul Usher como Barry Grant (1982–2003)
- Rachael Lindsay como Sammy Rogers (1987–2003)
- Ricky Tomlinson como Bobby Grant (1982–1988)
- Sue Jenkins como Jackie Corkhill (1991–2001)

## Exibição
|                 |                 | Domigo | Domigo | Segunda-feira | Segunda-feira | Terça-feira | Terça-feira | Quarta-feira | Quarta-feira | Quinta-feira | Quinta-feira | Sexta-feira | Sexta-feira | Sábado | Sábado | Episódios semanais |   |
| --------------- | --------------- | ------ | ------ | ------------- | ------------- | ----------- | ----------- | ------------ | ------------ | ------------ | ------------ | ----------- | ----------- | ------ | ------ | ------------------ | - |
| 1982–1984       | 1982–1984       |        |        |               |               |             |             |              |              |              |              |             |             |        |        | 2                  | 2 |
| 1984–1988       | 1984–1988       |        |        |               |               |             |             |              |              |              |              |             |             |        |        | 2                  | 2 |
| 1984, 1988–1990 | 1984, 1988–1990 |        |        |               |               |             |             |              |              |              |              |             |             |        |        | 2                  | 2 |
| 1990–1994       | 1990–1994       |        |        |               |               |             |             |              |              |              |              |             |             |        |        | 3                  | 3 |
| 1994–2001       | 1994–2001       |        |        |               |               |             |             |              |              |              |              |             |             |        |        | 3                  | 3 |
| 2001–2002       | 2001–2002       |        |        |               |               |             |             |              |              |              |              |             |             |        |        | 3                  | 3 |
| 2002–2003       | 2002–2003       |        |        |               |               |             |             |              |              |              |              |             |             |        |        | 1                  | 1 |
| 2003            | 2003            |        |        |               |               |             |             |              |              |              |              |             |             |        |        | 1                  | 1 |